# Gholamhossein Mosaheb
Gholamhossein Mosaheb (en persan : غلامحسین مصاحب) est un scientifique, chercheur et mathématicien iranien né le 25 octobre 1910 et mort le 13 octobre 1979. Il a donné son nom à l'Institut de mathématiques Dr Mosaheb et il a démarré la publication de l'Encyclopédie persane. Il est l'auteur d'une Introduction à la logique formelle.